# Válečkový dopravník

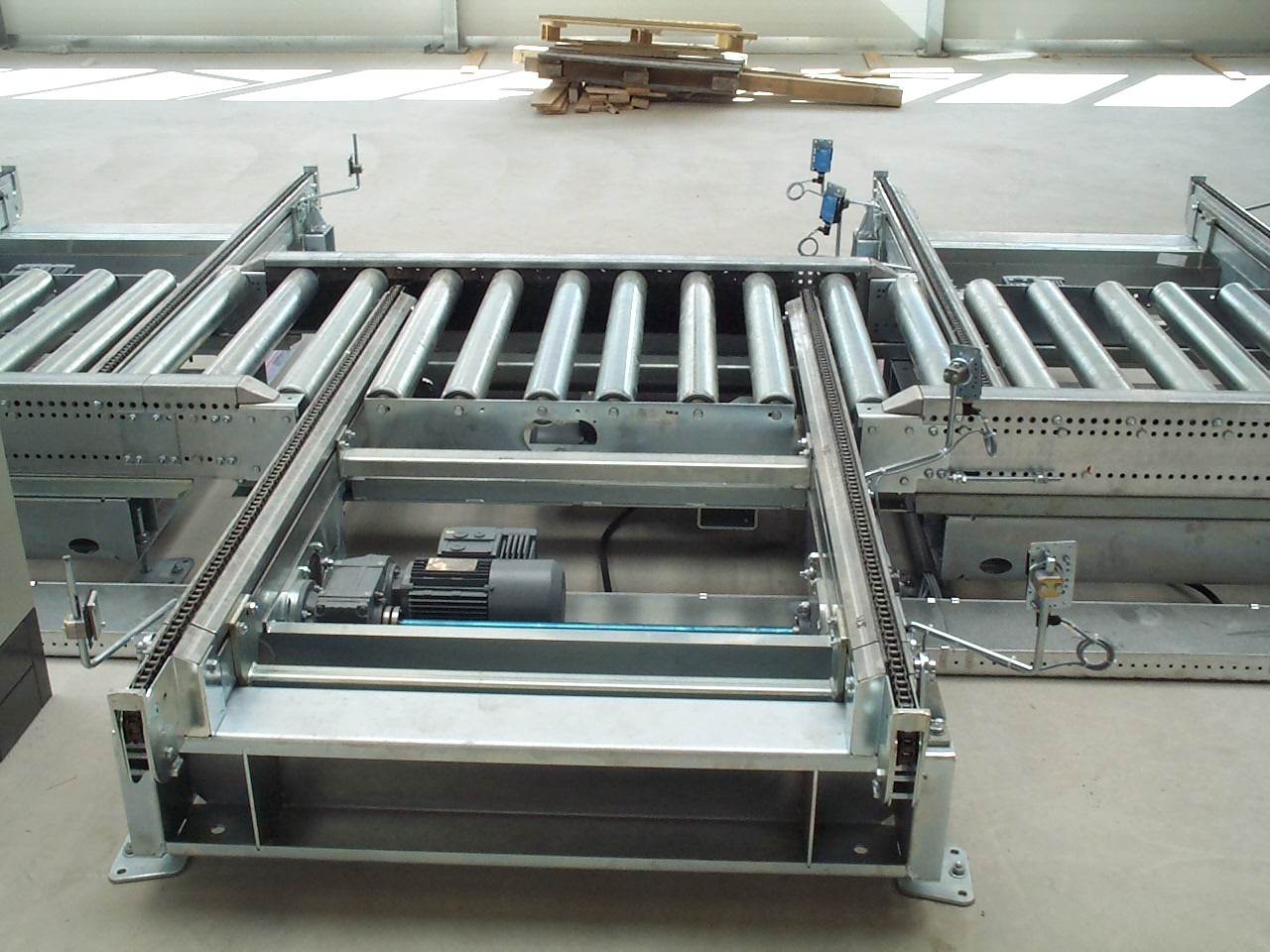
Válečkový dopravník

Válečkové dopravníky slouží k dopravě a manipulaci s kusovými předměty (kartonové krabice, plastové přepravky - KLT boxy, dřevěné palety aj.). Válečky jsou usazeny v pevném rámu a tvoří souvislou dráhu. Základním konstrukčním prvkem dopravníku je transportní váleček. Jeho rozměry (délka, průměr), nosnost a materiálové provedení jsou vždy závislé na charakteru dopravovaného předmětu.
Válečkové dopravníky mohou být nepoháněné a poháněné.

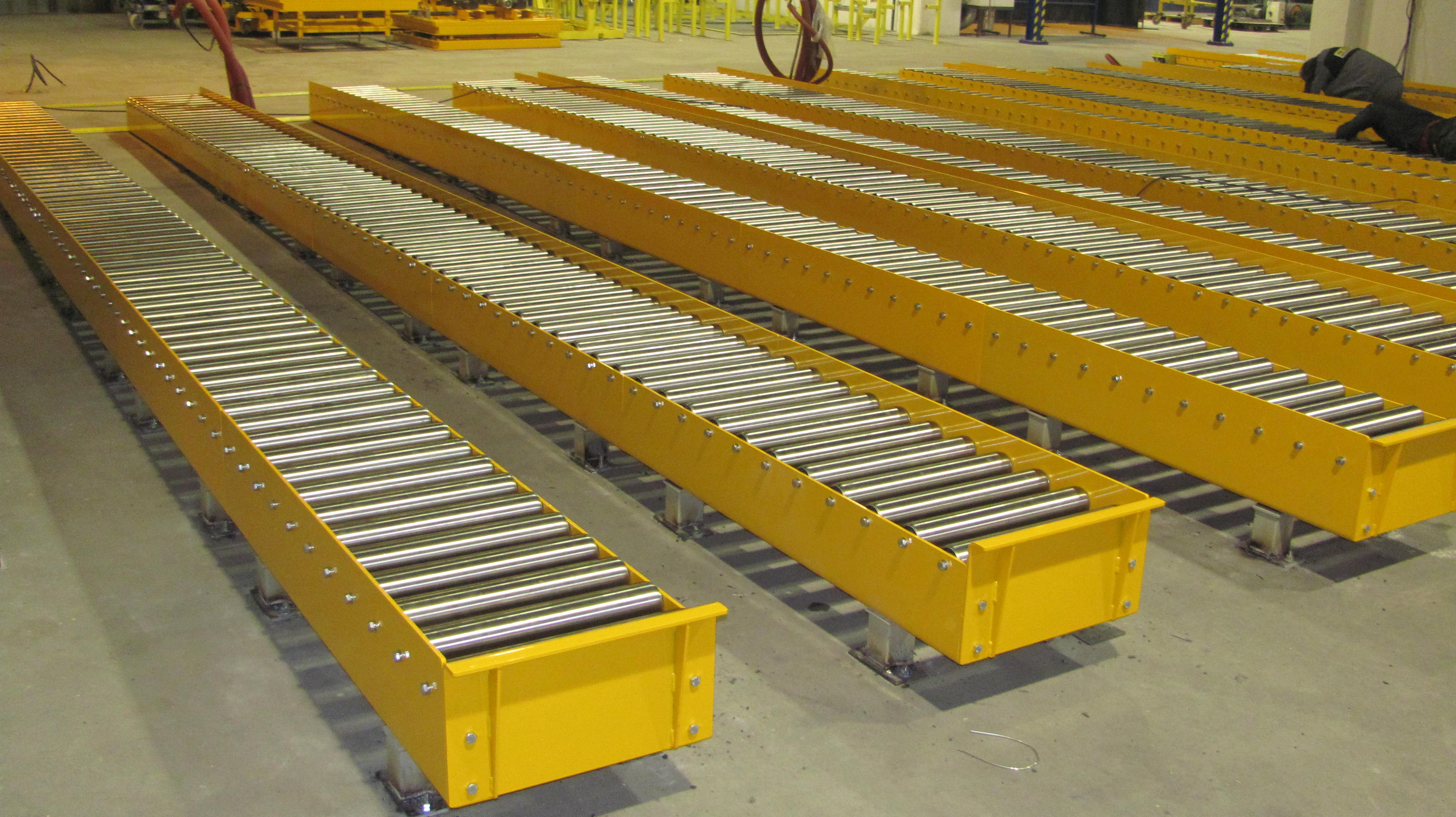
Válečkový dopravník nepoháněný

V případě nepoháněných dopravníků se zboží pohybuje díky gravitační síle, nebo manuálním posunem.
Poháněné dopravníky jsou opatřeny pohonem (dle použití dopravník jsou požívány motory s převodovkou nebo motor zabudovaný ve válečku - rollerdrive), který prostřednictvím ozubených řemenů, kruhových řemínků, válečkových řetězů (řetěz z válečku na váleček nebo tečný řetěz) či tečným řemenem pohání jednotlivé válečky, které sílu dále přenášejí na dopravovaný předmět a uvádějí jej do pohybu.